# Університет Теннессі
Університет Теннессі (так само відомий, як Університет штату Теннессі, Ноксвілл, УТ Ноксвілл, УТ, або УТК) — громадський університет в Ноксвіллі, штат Теннессі, США. Заснований в 1794 році, за два роки до того, як Теннессі став 16-м штатом США. Займає 101 позицію серед всіх національних університетів і 46 серед державних установ вищої освіти у рейтингу ВНЗ 2012 року, складеним US News & World Report. Університет є флагманським навчальним закладом «Системи університету Теннессі», в яку крім нього входить ще 20 коледжів. В університеті навчається понад 27 тисяч студентів. Сім випускників були обрані як стипендіати Родса. Випускник університету Теннессі, Джеймс Макґілл Б'юкенен в 1986 році отримав Нобелівську премію з економіки. При університеті функціонує національна лабораторія Оук-Ридж.
На території університету знаходиться дендрарій, що займає площу 10 км².
Університет Теннессі є одним з найстаріших державних університетів у США та найстарішою світською установою на захід від Східного континентального вододілу.

### Ранні роки
Університет був створений 10 вересня 1794, за два роки до приєднання Південно-Західних територій до США, як 16 штату Теннессі. У ті роки, навчальний заклад називався Блаунт Коледж, на честь губернатора південно-західних територій, Вільяма Блаунта. Новий світський чоловічий коледж протягом 13 років мав невелику кількість студентів і нестачу викладацького складу, і в 1807 році був перейменований на Південно-Теннесійський коледж. Коли президент коледжу Семюель Керрік помер 1809 року, навчальний заклад тимчасово закрився до 1820 року. Томас Джефферсон рекомендував коледжу залишити єдину будівлю, що знаходиться в місті, і знайти відповідніше місце, на якому можна розширюватися. У 1928 році коледж переїхав на «пагорб Барбари», і 1940 року був перейменований на Південно-Теннессійський університет.

### Громадянська війна
У ході громадянської війни, університет Теннессі був оплотом прихильників Союзу. У міру наближення військових конфліктів між Союзом і Конфедерацією, університет закрився, і його головна будівля використовувалася як госпіталь в ході Облоги Ноксвілла. Будівлі університету сильно постраждали в ході битви при Форт-Сандерс. Після приєднання Теннессі до Союзу, університет отримав нинішню назву  Університет Теннессі  в 1879 році.

### Друга світова війна
Під час Другої світової війни, Університет Теннессі, разом з іншими 131 коледжем та університетом, брав участь у програмі військово-морського флоту V-12, з підготовки військовослужбовців.